# Guerrilla Urbana (banda española)
Guerrilla Urbana es un grupo canario de punk-rock.

## Historia
El grupo se formó en La Laguna (Tenerife) en 1983. Coexistió y compartía local de ensayo con Escorbuto Crónico, grupo pionero del punk en Canarias, cuyo origen se remonta a finales de los 70. Después de varios cambios la banda quedó integrada por Ojo Trueno (Carlos Damas) primer bajista del grupo y fundador, Javi primer vocalista y fundador, Lisón (Pepe Leston) primer baterista y fundador, quien fue el primero en incorporarse a Guerrilla Urbana desde E.C., del que era también fundador, Chiru (Miguel Leston) como guitarrista actuando durante un tiempo con las dos bandas y Zurda (Miguel Díaz) tras la separación definitiva de Escorbuto Crónico. Finalmente, Cuervo (Jorge Cortizas) sustituye a Lisón (Pepe Leston), que a su vez también lo sustituyó en E.C. cuando se fue. 
Después de muchas actuaciones locales, dos giras por Euskadi y varias apariciones en maquetas recopilatorias, graban su primer disco “RAZÓN DE ESTADO” en 1989, siendo los componentes Zurda, Chiru, Ojo Trueno y Cuervo. 
Su segundo trabajo “TOQUE A DEGÜELLO” no llegó hasta 1992, con la misma formación. 
En 1993 se incorpora Pipo a la voz con quien graban su tercer disco, “PALABRA DE DIOS…” en 1994. A principios de 1995 se incorpora Tato como segundo guitarrista y con esa formación presentan el disco por las Islas Canarias y Euskadi. 
En 1996, con Pipo fuera de la banda, graban su cuarto álbum titulado “SPANISH DIARREA” que los embarca en la gira más grande que ha hecho el grupo hasta el momento. 
En 1998 se incorpora Fredi como nuevo vocalista. Tras la gira Chiru deja el grupo siendo sustituido por Pachón. 
En noviembre de 1999, editan su quinto álbum, “BESTIARIO”, que los vuelve a llevar de gira por todo el país. 
A finales del año 2000 se publica su sexto álbum, “1983-1993”, que presenta una regrabación de una selección de sus dos primeros discos, y que sirve como descanso al grupo de giras para concentrarse en lo que será su séptimo disco, que verá la luz a principios del año 2002: “LA VENGANZA DE LOS PUEBLOS”. Tras el disco, Tato deja la banda y Pachón coge la guitarra. Al bajo entra David (ex Pensión Ruido – Gran Banda Mandinga). Realizan la presentación del disco en las fiestas de Irala (Bilbao) ante más de 2000 personas, comenzando así una gira que se comprendería entre junio de 2003 y marzo de 2004. 
El verano de 2005, tras algunas actuaciones por Cantabria, Euskadi y Cataluña, el Cuervo se toma un descanso, y con Tato a la batería el grupo entra en los estudios Garate en Guipúzkoa para grabar 17 temas que conformarán su octavo álbum, “MICROCEFALIA”. Tras la grabación Tato deja definitivamente el grupo y el Cuervo vuelve a su puesto. La presentación de “Microcefalia” tuvo lugar en el festival Baitu Rock, en Villarcayo (Burgos), en julio de 2006, actuando ante alrededor de 3000 personas. 
Entre 2007 y 2008 realizan una gira siendo el dato más destacable la actuación en el festival Lumbreiras (Albacete) donde actuaron entre otros junto a TOY DOLLS ante 11.000 asistentes, donde también aprovechan para presentar la reedición de su primer álbum, por primera vez en formato CD. 
En 2009 Guerrilla Urbana publica su noveno álbum, “INCENDIARIO” con 14 cortes, siguiendo una línea más similar a la de los primeros discos del grupo. Grabado entre abril y mayo de ese mismo año y publicado en septiembre por la editorial www.los80pasanfactura.com que ha publicado gran número de libros y discos de artistas y escritores del archipiélago. 
El grupo con esta última formación deja la actividad en agosto de 2012. Tras un parón de poco más de dos años, Zurda, Fredy y Cuervo proponen a Chiru participar en un concierto homenaje a Txirolo (ex-guitarra del grupo ODIO, recientemente fallecido) Ese concierto se celebra el 31 de enero de 2015, donde se acudió como Escorbuto Crónico (ya que fue con esa formación como se conoció a los ODIO de Rentería) aunque la mitad del repertorio fue con temas de Guerrilla Urbana. Aprovechando ese recomienzo se celebra un concierto el 15 de mayo de 2015 en La Laguna, y en vista de la buena acogida y las ganas de seguir activos se hacen otros dos conciertos, en Las Palmas de Gran Canaria y en La Palma. Poco después el Cuervo abandona las baquetas. El grupo entonces es invitado a actuar en Madrid (Sala Hebe) y Ávila (Me dan arkadas Fest) y se decide buscar nuevo batería: Angelucho (ex Nadien – Los niños cantores de mierda) Surgen más conciertos, el 8 de julio en Logroño en la sala “Biribay Jazz Club” y en el “Rock eta Golak” de Baracaldo. La siguiente vez que tocan en Canarias es en el “25 Festival de Rock San Ginés” en Lanzarote. 
El mismo año de la vuelta del grupo a los escenarios se produce de la mano de Hibai Deiedra (Deiedra Rebel Folk) la edición de un doble DC tributo a Guerrilla Urbana, “Tributo a Guerrilla Urbana – Vagos y Maleantes contra Dios y contra el Amo” (Los ‘80 Pasan Factura / Bicho Raro / Kamilosetas Muskaria – 2015) en el que un plantel de 35 bandas repasan temas del repertorio de la banda. 
Posteriormente los cambios terminan por afectar al puesto de vocalista. La secuencia de conciertos se trunca cuando Fredy repentinamente comunica que no va a poder ir a la actuación que tienen próximamente en el Adictes Fest de Tárrega. Apresuradamente se salva el concierto gracias a la ayuda de El Peta, cantante de Los Niños Cantores de Mierda. La sustitución se hace definitiva con la entrada de Rocko (Oi! se arma), quien debutó en el “Chiringo Punk” de Getafe el 10 de junio de 2017. En julio y agosto tocan en Gran Canaria (“Hay tu katanahá”, festival por el medioambiente) y en La Gomera (Villa Rock) Esta nueva formación se consolida con un concierto en casa, en el Espacio Cultural Aguere de La Laguna el 7 de octubre de 2017. 
En marzo de 2018 se graba «Apátridas», el undécimo trabajo de estudio. Grabado y mezclado en los estudios Arena Digital (Tenerife) y masterizado en Black Box Mastering (Sevilla) El disco salió a la calle en septiembre de 2018, tras firmar un contrato de autoedición con el sello valenciano Maldito Digital (subsello de Maldito Récords), por lo que es la propia banda la que lleva la distribución física en formato CD y vinilo, y es el sello valenciano el encargado de la distribución digital. 
Por este trabajo en abril de 2019 reciben el Premio al mejor disco rock de Canarias. Estos premios son organizados y otorgados por  la “Organización Profesional de Compositores de Canarias” y “Canarias Radio”. 
Los temas nuevos se presentan en directo de forma oficial el 12 de octubre de 2018 en Bagatza (Baracaldo) Ya en 2019 se sigue presentando en La Laguna (junto a LA BANDA TRAPERA DEL RIO), Madrid, Toledo, Pamplona, Zaragoza, México (PUNKITUD FEST y 3 lugares más), Lanzarote, Peñarroya-Pueblonuevo (A PICO Y PALA FEST), Gran Canaria y en el FESTIVAL ROPAVIEJA (Tegueste) 
Continúan la gira en 2020 en Vigo (junto a SKACHA), y esta se ve truncada por el COVID teniendo que cancelar o posponer los conciertos ya programados en Alsasua, Baracaldo, Barcelona, Tárrega y Madrid. 
En diciembre de 2021 y después de un largo periodo de mezclas ve la luz el nuevo trabajo de estudio titulado «DESTRÍPATE», once temas grabados entre marzo y abril en Guamasa Estudios (Tenerife) y nuevamente masterizado en Black Box Mastering (Sevilla) Editado y distribuido por el sello Maldito Records.

## Integrantes
- Rocko: Voz
- Zurda: Guitarra
- Chiru: Bajo
- Angelucho: Batería

## Discografía
- Razón de Estado (1989)
- Toque a Degüello (1992)
- Palabra de Dios (1994)
- Spanish Diarrea (1996)
- Bestiario (2000)
- Guerrilla Urbana 1983–1993 (Recopilatorio) (2000)
- La Venganza de los Pueblos (2002)
- Microcefalia (2006)
- Incendiario (2009)
- Guerrilla Urbana / Escorbuto Crónico (7" EP) (2011)
- Serenata para antro y chusma Opus X (Directo) (2012)
- Apátridas (2018)
- Destrípate (2021)

- Datos: Q5888014